# Lanai City
Lanai City – jednostka osadnicza w Stanach Zjednoczonych, w hrabstwie Maui.